# キヨフジ
キヨフジ (Kiyofuji) は日本の競走馬である。地方競馬出身で初めて中央競馬のクラシック競走である優駿牝馬を優勝した。

## 経歴
（馬齢は旧表記を用いる）
2歳時のセリ市で神奈川県に23万1000円（45万円の説もある）で購入され、当初は山口春哉が補助馬として所有した。
3歳8月に川崎競馬場でデビュー戦を飾り、南関東公営競馬で平和賞（船橋競馬場）2着の成績を残し、翌1951年に中央競馬に移籍。同年11月の優駿牝馬では2番人気で優勝（騎手：阿部正太郎）、同年12月の中山牝馬特別も優勝した。中央18戦6勝の成績で5歳時は再び地方競馬に戻り、ワード賞、開設記念（後の川崎記念）などを勝利した。
引退後は青森県上北郡七戸町で繁殖牝馬となり、川崎競馬場ではその功績を讃えキヨフジ記念（後のエンプレス杯）が創設された。曾孫のスターライヒ、ガールライヒの姉妹がキヨフジ記念を優勝している。

## 血統表
| キヨフジの血統 （タッチストン系 / Gainsborough(Baydrop) 3×3=25.00%、Gallinule 5×5=6.25%（母内）） | キヨフジの血統 （タッチストン系 / Gainsborough(Baydrop) 3×3=25.00%、Gallinule 5×5=6.25%（母内）） | キヨフジの血統 （タッチストン系 / Gainsborough(Baydrop) 3×3=25.00%、Gallinule 5×5=6.25%（母内）） | （血統表の出典）    | （血統表の出典） |
| 父 クモハタ 1936 栗毛                                                                             | 父の父*トウルヌソル Tournesol 1922 鹿毛                                                           | Gainsborough                                                                                      | Bayardo             | Bayardo          |
| 父 クモハタ 1936 栗毛                                                                             | 父の父*トウルヌソル Tournesol 1922 鹿毛                                                           | Gainsborough                                                                                      | Rosedrop            |                  |
| 父 クモハタ 1936 栗毛                                                                             | 父の父*トウルヌソル Tournesol 1922 鹿毛                                                           | Soliste                                                                                           | Prince William      | Prince William   |
| 父 クモハタ 1936 栗毛                                                                             | 父の父*トウルヌソル Tournesol 1922 鹿毛                                                           | Soliste                                                                                           | Sees                |                  |
| 父 クモハタ 1936 栗毛                                                                             | 父の母*星旗 Fairy Maiden 1924 栗毛                                                                | Gnome                                                                                             | Whisk Broom         | Whisk Broom      |
| 父 クモハタ 1936 栗毛                                                                             | 父の母*星旗 Fairy Maiden 1924 栗毛                                                                | Gnome                                                                                             | Faiery Sprite       |                  |
| 父 クモハタ 1936 栗毛                                                                             | 父の母*星旗 Fairy Maiden 1924 栗毛                                                                | Tuscan Maiden                                                                                     | Maiden Erlegh       | Maiden Erlegh    |
| 父 クモハタ 1936 栗毛                                                                             | 父の母*星旗 Fairy Maiden 1924 栗毛                                                                | Tuscan Maiden                                                                                     | Tuscan Red          |                  |
| 母 リガーユートピア 1938 栗毛                                                                     | 母の父ミラクルユートピア 1931 栗毛                                                                | *クラツクマンナン                                                                                 | Lomond              | Lomond           |
| 母 リガーユートピア 1938 栗毛                                                                     | 母の父ミラクルユートピア 1931 栗毛                                                                | *クラツクマンナン                                                                                 | Pretty Polly        |                  |
| 母 リガーユートピア 1938 栗毛                                                                     | 母の父ミラクルユートピア 1931 栗毛                                                                | *エミール                                                                                         | Maori King          | Maori King       |
| 母 リガーユートピア 1938 栗毛                                                                     | 母の父ミラクルユートピア 1931 栗毛                                                                | *エミール                                                                                         | Enileme             |                  |
| 母 リガーユートピア 1938 栗毛                                                                     | 母の母*ゴールデンダート Golden Dart 1926 鹿毛                                                     | Baydrop                                                                                           | Bayardo             | Bayardo          |
| 母 リガーユートピア 1938 栗毛                                                                     | 母の母*ゴールデンダート Golden Dart 1926 鹿毛                                                     | Baydrop                                                                                           | Rosedrop            |                  |
| 母 リガーユートピア 1938 栗毛                                                                     | 母の母*ゴールデンダート Golden Dart 1926 鹿毛                                                     | Virgin's Bower                                                                                    | Dinna Forget        | Dinna Forget     |
| 母 リガーユートピア 1938 栗毛                                                                     | 母の母*ゴールデンダート Golden Dart 1926 鹿毛                                                     | Virgin's Bower                                                                                    | Red Virgin F-No.2-b |                  |

父クモハタは日本リーディングサイアーとなった種牡馬、半兄トサホマレは中山記念優勝馬、半妹シマタカラは優駿牝馬2着という血統である。